# Medusa (tidskrift)
Medusa är en svensk populärvetenskaplig tidskrift om antiken. Ämnesområdet är den antika Medelhavsvärlden i vid bemärkelse, men det är främst förhållanden inom grekiskt och romerskt område som behandlas. Modern forskning och dess metoder bevakas också, liksom antika avtryck i nutiden. Recensioner och boktips är viktiga inslag.
Medusa grundades 1980 och redaktionen består huvudsakligen av forskare inom ämnet antikens kultur och samhällsliv vid svenska universitet. Tidskriften utkommer med fyra nummer per år.